# Pillowtalk
Pillowtalk is een single van de Engelse zanger Zayn van zijn debuutalbum Mind of Mine, dat op 25 maart 2016 uitkwam. De single kwam uit op 29 januari 2016 als de leadsingle van het album. Het nummer is geschreven door Zayn Malik, Anthony Hannides, Michael Hannides, Levi Lennox en Joe Garrett.

## Achtergrondinformatie
Pillowtalk kwam binnen op de eerste plek in de Australische, Canadese, Ierse, Engelse en Amerikaanse hitlijsten. "Pillowtalk" werd de 25e die rechtstreeks op de nummer-1 positie binnenkwam. Daarmee werd Zayn de eerste artiest uit Engeland die dit bereikt heeft.

## Videoclip
De bijhorende videoclip verscheen op de releasedatum van het nummer, 29 januari 2016. In de videoclip is Maliks vriendin Gigi Hadid te zien. In mei 2016 is de videoclip al meer dan 460 miljoen keer bekeken op YouTube.

## Tracklijst
| Nr. | Titel      | Duur |
| --- | ---------- | ---- |
| 1.  | Pillowtalk | 3:23 |

| Nr. | Titel      | Duur |
| --- | ---------- | ---- |
| 1.  | Pillowtalk | 3:23 |

| Nr. | Titel                                | Duur |
| --- | ------------------------------------ | ---- |
| 1.  | Pillowtalk (The living room session) | 2:25 |

| Nr. | Titel                        | Duur |
| --- | ---------------------------- | ---- |
| 1.  | Pillowtalk (Lil Wayne remix) | 3:41 |

## Hitnoteringen

### Nederlandse Top 40
| Hitnotering: 13-02-2016 t/m 02-07-2016 | Hitnotering: 13-02-2016 t/m 02-07-2016 | Hitnotering: 13-02-2016 t/m 02-07-2016 | Hitnotering: 13-02-2016 t/m 02-07-2016 | Hitnotering: 13-02-2016 t/m 02-07-2016 | Hitnotering: 13-02-2016 t/m 02-07-2016 | Hitnotering: 13-02-2016 t/m 02-07-2016 | Hitnotering: 13-02-2016 t/m 02-07-2016 | Hitnotering: 13-02-2016 t/m 02-07-2016 | Hitnotering: 13-02-2016 t/m 02-07-2016 | Hitnotering: 13-02-2016 t/m 02-07-2016 | Hitnotering: 13-02-2016 t/m 02-07-2016 |
| Week:                                  | 1                                      | 2                                      | 3                                      | 4                                      | 5                                      | 6                                      | 7                                      | 8                                      | 9                                      | 10                                     | 11                                     |
| -------------------------------------- | -------------------------------------- | -------------------------------------- | -------------------------------------- | -------------------------------------- | -------------------------------------- | -------------------------------------- | -------------------------------------- | -------------------------------------- | -------------------------------------- | -------------------------------------- | -------------------------------------- |
| Positie:                               | 14                                     | 10                                     | 10                                     | 10                                     | 13                                     | 16                                     | 19                                     | 20                                     | 21                                     | 17                                     | 15                                     |
| Week:                                  | 12                                     | 13                                     | 14                                     | 15                                     | 16                                     | 17                                     | 18                                     | 19                                     | 20                                     | 21                                     |                                        |
| Positie:                               | 14                                     | 12                                     | 16                                     | 20                                     | 22                                     | 23                                     | 25                                     | 26                                     | 29                                     | 37                                     | uit                                    |

### NederlandseSingle Top 100
| Hitnotering: 06-02-2016 t/m 16-07-2016 | Hitnotering: 06-02-2016 t/m 16-07-2016 | Hitnotering: 06-02-2016 t/m 16-07-2016 | Hitnotering: 06-02-2016 t/m 16-07-2016 | Hitnotering: 06-02-2016 t/m 16-07-2016 | Hitnotering: 06-02-2016 t/m 16-07-2016 | Hitnotering: 06-02-2016 t/m 16-07-2016 | Hitnotering: 06-02-2016 t/m 16-07-2016 | Hitnotering: 06-02-2016 t/m 16-07-2016 | Hitnotering: 06-02-2016 t/m 16-07-2016 | Hitnotering: 06-02-2016 t/m 16-07-2016 | Hitnotering: 06-02-2016 t/m 16-07-2016 | Hitnotering: 06-02-2016 t/m 16-07-2016 | Hitnotering: 06-02-2016 t/m 16-07-2016 |
| Week:                                  | 1                                      | 2                                      | 3                                      | 4                                      | 5                                      | 6                                      | 7                                      | 8                                      | 9                                      | 10                                     | 11                                     | 12                                     | 13                                     |
| -------------------------------------- | -------------------------------------- | -------------------------------------- | -------------------------------------- | -------------------------------------- | -------------------------------------- | -------------------------------------- | -------------------------------------- | -------------------------------------- | -------------------------------------- | -------------------------------------- | -------------------------------------- | -------------------------------------- | -------------------------------------- |
| Positie:                               | 9                                      | 9                                      | 12                                     | 12                                     | 11                                     | 13                                     | 15                                     | 17                                     | 17                                     | 18                                     | 17                                     | 21                                     | 21                                     |
| Week:                                  | 14                                     | 15                                     | 16                                     | 17                                     | 18                                     | 19                                     | 20                                     | 21                                     | 22                                     | 23                                     | 24                                     |                                        |                                        |
| Positie:                               | 27                                     | 30                                     | 33                                     | 35                                     | 35                                     | 39                                     | 49                                     | 51                                     | 60                                     | 63                                     | 90                                     | uit                                    |                                        |

### NederlandseMega Top 50
| Hitnotering: 06-02-2016 t/m 09-07-2016 | Hitnotering: 06-02-2016 t/m 09-07-2016 | Hitnotering: 06-02-2016 t/m 09-07-2016 | Hitnotering: 06-02-2016 t/m 09-07-2016 | Hitnotering: 06-02-2016 t/m 09-07-2016 | Hitnotering: 06-02-2016 t/m 09-07-2016 | Hitnotering: 06-02-2016 t/m 09-07-2016 | Hitnotering: 06-02-2016 t/m 09-07-2016 | Hitnotering: 06-02-2016 t/m 09-07-2016 | Hitnotering: 06-02-2016 t/m 09-07-2016 | Hitnotering: 06-02-2016 t/m 09-07-2016 | Hitnotering: 06-02-2016 t/m 09-07-2016 | Hitnotering: 06-02-2016 t/m 09-07-2016 |
| Week:                                  | 1                                      | 2                                      | 3                                      | 4                                      | 5                                      | 6                                      | 7                                      | 8                                      | 9                                      | 10                                     | 11                                     | 12                                     |
| -------------------------------------- | -------------------------------------- | -------------------------------------- | -------------------------------------- | -------------------------------------- | -------------------------------------- | -------------------------------------- | -------------------------------------- | -------------------------------------- | -------------------------------------- | -------------------------------------- | -------------------------------------- | -------------------------------------- |
| Positie:                               | 26                                     | 16                                     | 18                                     | 24                                     | 15                                     | 16                                     | 26                                     | 21                                     | 19                                     | 13                                     | 14                                     | 17                                     |
| Week:                                  | 13                                     | 14                                     | 15                                     | 16                                     | 17                                     | 18                                     | 19                                     | 20                                     | 21                                     | 22                                     | 23                                     |                                        |
| Positie:                               | 17                                     | 16                                     | 13                                     | 16                                     | 23                                     | 24                                     | 29                                     | 36                                     | 38                                     | 45                                     | 47                                     | uit                                    |

## Releasedata
| Land                | Releasedatum     | Formaat                                  | Label    |
| ------------------- | ---------------- | ---------------------------------------- | -------- |
| Australië           | 29 januari 2016  | Muziekdownload                           | Republic |
| Canada              | 29 januari 2016  | Muziekdownload                           | Republic |
| Frankrijk           | 29 januari 2016  | Muziekdownload                           | Republic |
| Italië              | 29 januari 2016  | Muziekdownload                           | Republic |
| Nederland           | 29 januari 2016  | Muziekdownload                           | Republic |
| Spanje              | 29 januari 2016  | Muziekdownload                           | Republic |
| Verenigd Koninkrijk | 29 januari 2016  | Muziekdownload                           | Republic |
| Verenigde Staten    | 29 januari 2016  | Muziekdownload                           | Republic |
| Italië              | 29 januari 2016  | Radio                                    | Republic |
| Verenigde Staten    | 2 februari 2016  | Radio                                    | Republic |
| Verenigde Staten    | 3 februari 2016  | Muziekdownload (The living room session) | Republic |
| Verenigde Staten    | 25 februari 2016 | Muziekdownload (Lil Wayne remix)         | Republic |